# La Rôtisserie de la reine Pédauque
Pour les articles homonymes, voir Reine Pédauque (homonymie).
La Rôtisserie de la reine Pédauque est un roman historique d'Anatole France, paru en 1893.
Le roman est un récit qui décrit les tribulations du jeune Jacques Ménétrier au début du XVIIIe siècle.

## Historique
L'œuvre écrite et achevée en 1892 est publiée l'année suivante chez Calmann-Lévy.

## Résumé
L'action du roman se passe au début du XVIIIe siècle.
Jacques Ménétrier, le narrateur, est le fils de Léonard Ménétrier, rôtisseur, porteur de la bannière de la confrérie des rôtisseurs lors de la Saint-Laurent. Il « a été surnommé Jacques Tournebroche en raison des fonctions qu'il remplit dans la boutique de son père », rue Saint-Jacques à Paris. Parmi les clients de la maison, on compte une faune parisienne des plus étonnantes : le frère Ange, un capucin ivrogne ; une femme de chambre de mœurs légères ; M. d'Astarac, un gentilhomme gascon qui a un peu perdu la tête ; et l'abbé Jérôme Coignard, un docteur en philosophie d'esprit raffiné, mais trop sensible à la beauté des dames, ce qui l'a « mis en marge du clergé et réduit, pour vivre, aux pires expédients ».
Jacques, quelque peu éveillé aux lettres par le frère Ange, le capucin débauché, remplace le chien Miraut dans sa mission de tourner la broche qui porte les volailles à rôtir. À la demande du père Ménétrier, l'abbé Coignard se voit offrir le gîte et le couvert s'il accepte de se charger de l'éducation de Jacques. L'abbé accepte, rebaptise son élève « le docte Jacobus Tournebroche » et lui enseigne plus avant le latin et le grec, mais également à une très étrange morale, cependant que la femme de chambre initie le jeune homme à l'amour.
Le maître et l'élève sont bientôt tous deux embauchés par M. d'Astarac, illuminé alchimiste à la recherche des Salamandres et des Sylphes par l'étude de textes antiques d'auteurs spagyriques. Le gentilhomme croit qu'une déesse a marqué le sort de Jacques et en déduit que le jeune homme est appelé aux plus hautes destinées. Un jour, une expérience alchimique tourne à la catastrophe et un incendie embrase la maison. L'abbé Coignard et Jacques doivent prendre la fuite, puisqu'au même moment ils se trouvent compromis dans une histoire de mœurs : un ami, le jeune chevalier d'Anquetil, a enlevé Jahel, la nièce et maîtresse du Juif Mosaïde qui participait aux expériences alchimistes et qui croit maintenant Coignard et Tournebroche, responsables de tous ses malheurs.
En somme, les élucubrations de d'Astarac, la débauche de M. d'Anquetil et la vengeance de l'oncle de la belle Jahel auront raison du bonheur auquel se croyaient destinés le maître et l'élève, Jérôme et Jacques.

## Origine du titre
Le titre fait allusion à la rôtisserie éponyme où le narrateur naquit et grandit ; ce nom de reine Pédauque vient du fait que cette reine légendaire avait, dit-on, les pieds palmés (allusion aux canards et oies servies dans la rôtisserie).
La Rôtisserie de la reine Pédauque a été également pendant longtemps un célèbre restaurant à Paris, rue de la Pépinière, à deux pas de la gare Saint-Lazare. Au-dessus de la cheminée se trouvait accroché le portrait d'Anatole France par Auguste Leroux.

## Particularités de l'œuvre
La Rôtisserie de la reine Pédauque est « tout à fait dans le goût des romans du XVIIIe siècle » et apparaît à ce titre comme un brillant pastiche.
Le récit est adapté du Comte de Gabalis, texte rosicrucien de 1670 ; il évoque également Voltaire « aussi bien pour la forme que pour l'ironie : [Anatole France] y montr[e] un brio incomparable à manier les idées, tout en ne les prenant jamais trop au sérieux ».

## Éditions
- 1re édition : Paris, Calmann Lévy, 1893, grand in-12° (188 × 125 mm)[5].
- Édition de 1911, parue aux éditions d'art Édouard Pelletan. Cet ouvrage au format in-quarto, comporte 176 compositions sur bois d'Auguste Leroux, dont 17 hors-texte ; il a été tiré à part des suites des illustrations. Carteret considère les illustrations de cet ouvrage comme « Le chef-d'œuvre d'Auguste Leroux ».
- Paris, Chez Mornay Libraire, 1920, bois gravés par Jou, 1 000 exemplaires numérotés. 317 pages. Cinquième volume de la collection « Les Beaux Livres ».
- Paris, Édition Calmann-Lévy, 1921. 384 p. tirage de 1 800 exemplaires sur velin du Marais, tous numéroté.
- Paris, Édition Calmann-Lévy, sans date. 255 p. deux illustrations signées du monogramme S.S (Sylvain Sauvage ?)
- Paris, Éditions René Kieffer, 1923. Édition ornée par Joseph Hémard d'illustrations coloriées au pochoir. Tirage limité à 480 exemplaires numérotés. Grand in-8 - 234 p.
- Paris, Simon Kra, 1925. Grand in-8° 278 pages. Édition tirée à 1 000 exemplaires. Ouvrage illustré de 64 aquarelles de Guy De Montabel gravées par Maccard
- Bruxelles, Éditions du Nord, 1935, collection les gloires littéraires, 291 pages, avec des illustrations en couleurs de Sylvain Sauvage.
- Paris, Gallimard, collection Pourpre, 1940
- Genève, Les Meilleurs Livres français, Albert Kundig, juin 1943
- Paris, Éditions d'art A. D., 1947. 265 p. avec des illustrations de Valentine Dupré.
- Paris, Le Livre de poche no 481, 1958
- Paris, Grands Écrivains no 83, 1986
- Paris, Gallimard, Folio no 2098, 1989
- Paris, Éditions Jean-Claude Lattès, Bibliothèque Lattès, 1990